# Terbol
Terbol è un centro abitato e comune (municipalité) del Libano situato nel distretto di Zahle, governatorato della Beqā.